# Prélature
Une prélature (en latin : praelatura) est une dignité ecclésiastique catholique conférée par le pape, le plus souvent honorifique, mais pouvant comporter une juridiction territoriale ou personnelle (évêché, abbaye, etc).
Le terme est dérivé du latin prælatus, participe-adjectif de præferre, qui signifie « mettre en avant », suggérant que le prélat est élevé en dignité par rapport au reste du clergé.
L'archétype du prélat est l'évêque, dont la prélature est le diocèse. Tous les autres types de prélats, incluant les abbés réguliers et les supérieurs généraux de communauté, sont dérivés de ce modèle original, et en reçoivent parfois les insignes (comme la crosse et la mitre pour les abbés mitrés).

## Les différents types de prélature

### Prélature honorifique
La prélature honorifique est généralement (mais pas seulement) accordée à des prêtres membres de la curie romaine : ils obtiennent, par ces distinctions, « protonotaire apostolique de numero participantium » (au nombre de sept), « protonotaire apostolique surnuméraire », « prélat d’honneur de Sa Sainteté » ou encore « chapelain de Sa Sainteté », le droit de porter certains attributs épiscopaux. Ils peuvent alors se faire appeler « monseigneur » ou « monsignore », sans être pour autant consacrés comme évêques.

### Prélature personnelle
La prélature personnelle comme l’Opus Dei. Ce sont des circonscriptions ecclésiastiques, prévues par le concile Vatican II dans le numéro 10 du décret Presbyterorum ordinis,,, rendues opérationnelles par Paul VI, par le motu proprio Ecclesiae Sanctae, du 15 août 1968, et dotées d'une loi-cadre dans le Code de droit canonique dans ses canons 294 à 297, qui ont été constituées pour mener à bien, avec une grande souplesse, des tâches pastorales précises. La prélature personnelle est une institution qui comprend un clergé propre et éventuellement des membres laïcs s’adonnant à ses activités pastorales spécifiques. L’adjectif personnel souligne le fait que, contrairement à l’usage canonique pour des institutions ecclésiastiques, la juridiction du prélat n’est pas liée à un territoire mais à des fidèles, quel que soit leur lieu de résidence. Ces fidèles sont sous la juridiction du prélat parce qu’ils contractent, à titre personnel, un lien spécifique avec la prélature. Mais ils n’en restent pas moins des fidèles ordinaires de leur diocèse, au même titre que les autres fidèles, sous la juridiction de l’évêque diocésain. La juridiction du prélat concerne des engagements ecclésiaux, apostoliques, etc., qui ne relèvent pas de l'autorité diocésaine et s'harmonisent avec celle-ci.
La constitution des prélatures personnelles est un exercice du pouvoir théologiquement inhérent à la façon qu’a l’Église de s’organiser elle-même en vue de poursuivre sa mission, bien que la prélature personnelle ne soit pas une Église particulière, contrairement aux diocèses et aux ordinariats militaires.
Les prélatures personnelles sont fondamentalement des structures ecclésiales qui agissent dans le monde (leurs membres ne font pas de vœux et mènent une existence ordinaire de tous les jours), alors que les ordres religieux sont des organisations religieuses qui agissent en dehors du monde (leurs membres font des vœux et vivent en accord avec leur organisation spécifique).
La première prélature personnelle qui a été érigée est celle de l’Opus Dei,, que le pape Jean-Paul II éleva au rang de prélature personnelle en 1982, par la constitution apostolique Ut sit. Dans le cas de l’Opus Dei, le prélat est élu par des membres de la prélature et confirmé par le pape ; d’autre part, les laïcs et le clergé de la prélature demeurent sous le pouvoir de gouvernement du diocèse dans laquelle ils vivent, et les laïcs, hommes et femmes, qui font partie de la prélature sont unis de façon organique sous la juridiction du prélat.
Il y aurait des discussions afin que la Fraternité sacerdotale Saint-Pie-X (FSSPX) devienne également prélature personnelle en cas de réconciliation avec l’Église catholique romaine. La prélature personnelle, bien qu’elle soit attribuée à un évêque, n’est pas un siège épiscopal. Par conséquent, le prélat de l’Opus Dei est titulaire d'un siège épiscopal in partibus, car tous les évêques doivent être investis d'un siège épiscopal.

### Prélature territoriale
La prélature territoriale, définie par le canon 370 du code de droit canonique, est un « quasi diocèse ». Une prélature territoriale est souvent érigée dans une terre de mission, lorsque n'existent pas encore toutes les conditions pour la création d'un diocèse.
Autre exemple : la prélature de la Mission de France,,, créée par le pape Pie XII.

## Exemple dans la culture populaire
- La Chartreuse de Parme : « En Italie les jeunes gens protégés ou savants deviennent monsignore et prélat, ce qui ne veut pas dire évêque ; on porte alors des bas violets. On ne fait pas de vœux pour être monsignore. On peut quitter les bas violets et se marier. »
- Don Camillo Monseigneur : le personnage de Don Camillo devient monsignore.